# Soccer (gra komputerowa)
Soccer (jap. サッカー Sakkā) – komputerowa gra sportowa wydana przez Inteligent Systems i Nintendo, jest to pierwsza część serii gier sportowych wydanych przez te firmy na Nintendo Entertainment System. Została wydana w Japonii w 1985 roku, a następnie w Stanach Zjednoczonych i Europie w 1987 roku. Gra dostępna jest też na konsolę Wii od 2006 roku dzięki usłudze Virtual Console. Ze względu na bardzo uproszczoną rozgrywkę gra Soocer nie zdobyła znaczącej popularności, uzyskując niepochlebne recenzje krytyków.

## Rozgrywka
Celem gry jest umieszczenie piłki w bramce przeciwnika. Gra oferuje możliwość rozgrywki zarówno dla jednego, jak i dla dwóch graczy. W grze można też dokonać wyboru poziomu trudności, a także długości połowy między 15, 30 i 45 jednostkami czasu. W czasie przerwy odgrywana jest animacja przedstawiająca tańczące cheerleaderki. Sterowanie jest bardzo uproszczone: naciśnięcie przycisku B odpowiada za podanie piłki, natomiast przycisk A odpowiada za strzał; w grze nie ma możliwości wykonywania wślizgów, lobów itp.
Drużyny w grze składają się z pięciu zawodników plus bramkarz, którego można kontrolować jedynie podczas wybijania piłki. W grze dostępnych jest siedem drużyn: Brazylia, Hiszpania, Francja, Niemcy Zachodnie, Wielka Brytania, Japonia i Stany Zjednoczone.